# Alice au pays s'émerveille
Alice au pays s’émerveille est un court métrage français de 28 minutes de Marie-Eve Signeyrole, sorti en 2009.

## Synopsis
Sacha, flic dépressif, séquestre Souad, sa femme enceinte et Alice, sa maîtresse et collègue, à bord de sa voiture de fonction et les emmène dans un voyage dont lui-même ne connaît pas l’issue. Après plusieurs jours de trajet, le véhicule est immobilisé dans un village serbe au beau milieu de nulle part. Sacha perd le contrôle de la situation. Ce lieu étrange et l’homme qui le garde obligent nos trois âmes perdues à accoucher de leurs différends tandis que du ciel, il pleut des cadavres.

## Fiche technique
- Titre : Alice au pays s'émerveille
- Réalisation : Marie-Eve Signeyrole
- Production : Pierre-Emmanuel Le Goff et Cyril Cadars pour SlumberLand Factory, Yvon Crenn pour YMC Production et Stéphane Féret pour Lugamedia
- Durée : 28 minutes
- Date de sortie :
  - France : 27 juin 2009[1]

## Distribution
- Christian Mulot : Sacha
- Sophie Le Tellier : Souad
- Caroline Frossard : Alice
- Kohki Hasei : Cookie
- Emir Kusturica : Le douanier
- Nebojsa Lipanovic

## Genèse du film
Dans une vidéo de buzz lancée le 27 janvier 2009, Pierre-Emmanuel Le Goff et Cyril Cadars, "se mettent à poil "et invitent les internautes à les rhabiller pour financer le film Alice au pays s'émerveille qui se tourne en mars 2009 à Küstendorf, le village serbe d'Emir Kusturica, qui participe lui-même à l'aventure en tant qu'acteur. En quelques mois, plus de 1000 "plus petits producteurs du monde" financent intégralement le film à hauteur de 45 000 euros, auxquels s'ajoutent 20 000 euros de partenariats d'entreprise. En échange, l'équipe du film propose le nom des "producteurs" au générique, un accès à des rushs et au making of chaque soir du tournage, une bouteille de vin serbe (La cuvée "Alice"), voire une chaise de producteur sur le tournage pour plus de 1500 euros de souscriptions. Le 21 novembre le film est projeté au cinéma Max Linder Panorama à Paris devant plus de 600 "Plus petits producteurs du monde". Le film, réalisé par Marie-Eve Signeyrole, sera finalement le seul court-métrage français sélectionné dans la catégorie Léopard de demain au Festival de Locarno.
Le film a été sélectionné dans de nombreux autres festivals (Albi -prix du public, Aubagne, Cracovie, Festival International Molodist de Kiev...)[réf. souhaitée]